# Jökulþúfur
Jökulþúfur är en bergstopp i republiken Island. Den ligger i regionen Västlandet, 120 km nordväst om huvudstaden Reykjavík. Toppen på Jökulþúfur är 1 442 meter över havet.
Närmaste större samhälle är Ólafsvík, omkring 11 kilometer norr om Jökulþúfur. Trakten runt Jökulþúfur består i huvudsak av gräsmarker.